# Dolgow (Dorf)
Dolgow ist ein Dorf im niedersächsischen Wendland und ist ein Ortsteil der Stadt Wustrow (Wendland).

## Geschichte
Der Ort wurde im Jahr 1476 erstmals urkundlich unter dem Namen Dollighe erwähnt. Der Ortsname stammt aus dem Polabischen, einer westslawischen Sprache, die bis ins 18. Jahrhundert in dieser Gegend von den Wenden gesprochen wurde, und lässt sich vom slawischen dolgi („lang“) herleiten. Dolgow war der Wohnort der letzten bekannten polabischen Muttersprachlerin, die hier 1756 starb.
Dolgow ist ein kleines Rundlingsdorf (typisch für das Wendland) mit Vierständerhäusern aus dem 19. Jahrhundert.